# Xã Fall River, Quận LaSalle, Illinois
Xã Fall River (tiếng Anh: Fall River Township) là một xã thuộc quận LaSalle, tiểu bang Illinois, Hoa Kỳ. Năm 2010, dân số của xã này là 763 người.